# 14153 Dianecaplain
A 14153 Dianecaplain (ideiglenes jelöléssel 1998 SA80) a Naprendszer kisbolygóövében található aszteroida. A LINEAR projekt keretében fedezték fel 1998. szeptember 26-án.